# Равни Копаоник
Равни Копаоник је природна целина која обухвата највишу зону Копаоника, који је 1981. године проглашена за национални парк. Равни Копаоник од северозапада у атара села Паљевштица ка југу обухвата гребен Козје стене, Јадовник, док Орловац и село Лисина остају ван парка. 
Граница скреће ка истоку и насељу Суво Рудиште. Одатле простор ограничава гребен ка југоистоку до Војетина, где граница мења правац ка северу и пресеца атар села Равниште и клисуру Дубоке до Мрамора. Од Мрамора је Равни Копаоник ограничен Белом реком до насеља Брзеће. Простор је даље ограничен током Сребрначке реке, а затим развођем између Криве реке и Гобељске реке. На крајњем североистоку допире до локалитета Биљина у селу Црна Глава. Одатле се граница повлачи ка југу и у настојању да обухвати долине и гребене, често је „назубљена”, док је генерални правац пружања према југозападу, где се у атару села Паљевштица завршава. 
Разлике између највиших и најнижих делова Равног Копаоника износе око 1.200m.Између источног, западног и главног гребена издигнута је висока копаоничка површ Равног Копаоника. На северу допире до линије Кукавица — Вучак — Мала Гобеља. Са јужне стране је ограничена највишем делом гребена, линијом Суво рудиште — Војетин. Висока површ Равног Копаоника је просечне надморске висине изнад 1.600m. Њен средишни део нема изражених висинских осцилација нити дубоко усечених долина.